# Cuscuta hyalina
Cuscuta hyalina là một loài thực vật có hoa trong họ Bìm bìm. Loài này được Roth mô tả khoa học đầu tiên năm 1821.